# بوسنتینو
بوسنتینو (به ایتالیایی: Bosentino) یک کومونه در ایتالیا است که در ترنتینو واقع شده‌است.

## خصوصیات
بوسنتینو ۴٫۷ کیلومترمربع مساحت و ۷۳۹ نفر جمعیت دارد و ۷۰۰ متر بالاتر از سطح دریا واقع شده‌است.